# Japanese Funeral
Japanese Funeral è un cortometraggio muto del 1905. Il nome del regista non viene riportato nei credit del film né quello dell'operatore.

## Produzione
Il filmato fu prodotto dalla Hepworth.

## Distribuzione
Distribuito dalla Hepworth, il documentario - un cortometraggio della lunghezza di 19,8 metri - uscì nelle sale cinematografiche britanniche nel 1905.